# HNLMS Zwaardvisch (P322)

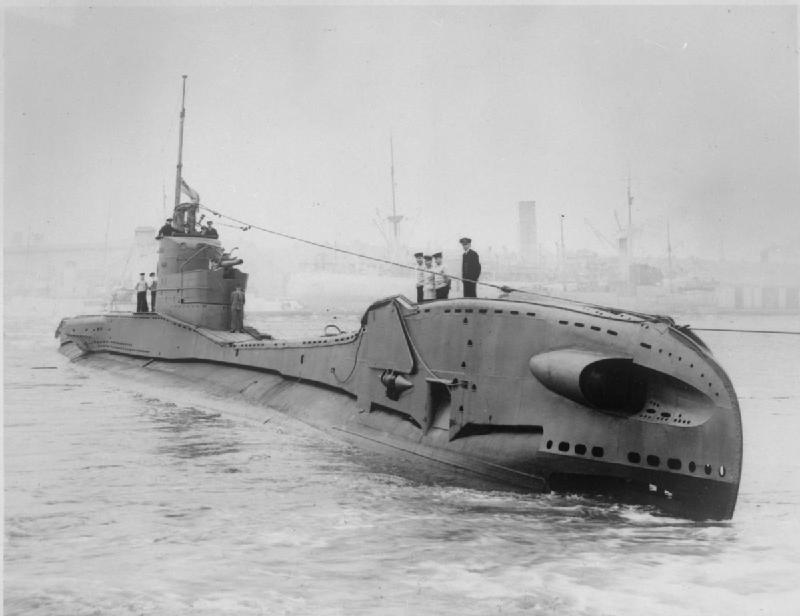
Le sous-marins expliquée

Le HNLMS Zwaardvisch (P322) est le sous-marin de tête de la classe de sous marins Zwardvisch de la marine royale néerlandaise elle-même basée sur la classe T britannique. Le submersible est construit par les firmes Vickers-Armstrongs à Barrow-in-Furness et John Brown & Company à Clydebank. Il est mis en service sous le nom de HMS Talent (P322). En 1950, il est rebaptisé HNLMS Zwaardvis.

## Histoire
Le sous-marin est mis à l'eau le 13 octobre 1942 et lancé le 17 juillet 1943. Il n'est pas mis en service dans la marine britannique mais transféré à la marine néerlandaise le 23 mars 1943 et mis en service le 23 novembre 1943. Il est renommé Zwaardvisch, espadon en néerlandais. Le sous-marin sert pendant la Seconde Guerre mondiale surtout dans le Pacifique oriental, contre les Japonais. Il coule six navires auxiliaires dont le Kim Hup Soen et deux navires à voile malaisiens. Il envoie aussi par le fond le navire de garde japonais Koei Maru, le navire de recherche océanographique Kaiyō No.2 et le navire poseur de mines Itsukushima. Il endommage le mouilleur de mines Wakataka le 6 octobre 1944 et coule le sous-marin allemand U-168.
Après-guerre, le sous-marin est renommé Zwaardvis en 1950, retiré du service le 11 décembre 1962 et mis à la ferraille le 12 juillet 1963.